# Punta Tucumán
La punta Tucumán(51°19′S 59°54′O / -51.317, -59.900) es una punta del este de la isla Vigía del archipiélago de las Malvinas. Administrativamente pertenece al departamento Islas del Atlántico Sur de la provincia de Tierra del Fuego, Antártida e Islas del Atlántico Sur.
Esta punta se ubica al sur de la punta Arrecife, y junto con la punta Salta que está al sur, cierra una pequeña entrada de mar en el lado occidental de la bahía de la Cruzada.